# Joan Sales
Joan Sales i Vallès (Barcellona, 19 novembre 1912 – Barcellona, 12 novembre 1983) è stato un romanziere, poeta, traduttore ed editore spagnolo, autore in lingua catalana.

## Biografia
Dopo un esilio di nove anni, a causa della sua partecipazione alla Guerra Civile spagnola, diventa uno degli editori più efficaci della ripresa culturale catalana. Nel 1955 è tra i fondatori del Club dei Romanzieri (Club dels Novel·listes), una collana che si trasforma ben presto nella casa editrice Club Editore (Club Editor), la quale, sotto la sua direzione, pubblica alcuni dei romanzi più importanti della narrativa catalana del dopoguerra, tra i quali La piazza del Diamante (La plaça del Diamant), di Mercè Rodoreda e Bearn, di Llorenç Villalonga.
La sua opera più ambiziosa, il romanzo in catalano Incerta gloria (Incerta glòria), prende corpo nel tempo intercorso dalla prima versione di 335 pagine pubblicata nel 1956 a quella definitiva di 910 pagine nel 1971, che revisionerà ancora due anni prima di morire. Considerato uno dei più grandi romanzi della letteratura catalana del XX secolo, ha ricevuto il Premio Joanot Martorell (1955), il Premio Ramon Llull (1968) e il Premio Città di Barcellona (Premi Ciutat de Barcellona - 1970).
Nel 1976 pubblica la raccolta epistolare Lettere a Màrius Torres 1936-1941 (Cartes a Màrius Torres 1936-1941), un'opera che apporta dati interessanti per la comprensione della personalità dei due autori e dell'atmosfera rarefatta della Catalogna dell'epoca.
È stato membro dell'Associazione degli Scrittori in Lingua Catalana (Associació d'Escriptors en Llengua Catalana).

## Fonte
- Portale AELC (Associació d'Escriptors en Llengua Catalana) (CA), su escriptors.cat.